# Rämmens socken
Rämmens socken i Värmland, med en del i Dalarna, ingick i Färnebo härad, ingår sedan 1971 i Filipstads kommun och motsvarar från 2016 Rämmens distrikt.
Socknens areal är 312,05 kvadratkilometer varav 289,91 land. År 2000 fanns här 1 483 invånare. Rämmens bruk, tätorten Lesjöfors samt kyrkbyn Rämsnäs med sockenkyrkan Rämmens kyrka ligger i socknen.   

## Administrativ historik
Socknen bildades 1777 genom en utbrytning ur Gåsborns socken. I steg mellan 18 juli 1805 till 20 december 1878 överfördes hit områden norr om Liljendal från Äppelbo socken i Dalarna.
Vid kommunreformen 1862 övergick socknens ansvar för de kyrkliga frågorna till Rämmens församling och för de borgerliga frågorna bildades Rämmens landskommun. Landskommunen uppgick 1971 i Filipstads kommun. Församlingen uppgick 2010 i Filipstads församling.
1 januari 2016 inrättades distriktet Rämmen, med samma omfattning som församlingen hade 1999/2000.
Socknen har tillhört län, fögderier, tingslag och domsagor enligt vad som beskrivs i artikeln Färnebo härad.

## Geografi
Rämmens socken ligger i nordöstra Värmland med norra delen i Dalarna kring Svartälven och sjöar som Näsrämmen, Djuprämmen och Fjällrämmen. Socknen är en starkt kuperad sjörik skogsbygd.

## Kommunikationer
I Rämmen öppnades den 1 november 1889 järnvägsstationen Värmlands Rämen på sträckan Kristinehamn–Mora. Den 1 oktober 1904 bytte den namn till Rämmen. Den lades ned den 1 september 1969.

## Fornlämningar
Lösfynd från stenåldern har påträffats.

## Namnet
Sockennamnet skrevs 1808 Rämmen och har fått sitt namn från sjön Näsrämmen, skrivet Nääsrämmen 1703 och från bruket Rämmen (Rämshyttan) anlagd 1648 och äldst skrivet Näsrämshyttan. Namndelen Rämmen kan komma från ett vattendragsnamn bestående av tre sammanhörande sjöar, Rämma från ravn, 'korp'.
Nuvarande stavning fastställdes 24 mars 1950 efter att 23 oktober 1891 fastställts till Rämens socken.

## Befolkningsutveckling
| Befolkningsutvecklingen i Rämmens socken 1790–1990                                                       | Befolkningsutvecklingen i Rämmens socken 1790–1990 | Befolkningsutvecklingen i Rämmens socken 1790–1990 | Befolkningsutvecklingen i Rämmens socken 1790–1990 | Befolkningsutvecklingen i Rämmens socken 1790–1990 |
| --- | -------------------------------------------------- | -------------------------------------------------- | -------------------------------------------------- | -------------------------------------------------- |
| |                                                    |                                                    |                                                    |                                                    |
| År |                                                    |                                                    | Folkmängd                                          |                                                    |
| 1790 | 1790                                               |                                                    | 779                                                |                                                    |
| 1800 | 1800                                               |                                                    | 1 007                                              |                                                    |
| 1810 | 1810                                               |                                                    | 1 106                                              |                                                    |
| 1820 | 1820                                               |                                                    | 1 147                                              |                                                    |
| 1830 | 1830                                               |                                                    | 1 328                                              |                                                    |
| 1840 | 1840                                               |                                                    | 1 531                                              |                                                    |
| 1850 | 1850                                               |                                                    | 1 788                                              |                                                    |
| 1860 | 1860                                               |                                                    | 2 040                                              |                                                    |
| 1870 | 1870                                               |                                                    | 2 385                                              |                                                    |
| 1880 | 1880                                               |                                                    | 2 884                                              |                                                    |
| 1890 | 1890                                               |                                                    | 2 811                                              |                                                    |
| 1900 | 1900                                               |                                                    | 2 775                                              |                                                    |
| 1910 | 1910                                               |                                                    | 3 322                                              |                                                    |
| 1920 | 1920                                               |                                                    | 3 240                                              |                                                    |
| 1930 | 1930                                               |                                                    | 3 059                                              |                                                    |
| 1940 | 1940                                               |                                                    | 2 634                                              |                                                    |
| 1950 | 1950                                               |                                                    | 3 146                                              |                                                    |
| 1960 | 1960                                               |                                                    | 3 266                                              |                                                    |
| 1970 | 1970                                               |                                                    | 2 906                                              |                                                    |
| 1980 | 1980                                               |                                                    | 2 334                                              |                                                    |
| 1990 | 1990                                               |                                                    | 1 769                                              |                                                    |
| Anm: Källor: Umeå universitet - Tabellverket 1749-1859, Demografiska databasen, CEDAR, Umeå universitet. |                                                    |                                                    |                                                    |                                                    |